# Premio Compasso d'oro 2018
Il premio Compasso d'oro 2018 è stata la 25ª edizione della cerimonia di consegna del premio Compasso d'oro. Si è svolta al Castello Sforzesco di Milano il 20 giugno 2018.

## Giuria
- Motoki Yoshio
- Francesco Trabucco
- Carlo Galimberti
- Nevio Di Giusto
- Yongqi Lu

## Premiazioni

### Compasso d'oro[2]
| Designer                                                                                               | Prodotto                                                  | Azienda                                                                              | Immagine |
| --- | --------------------------------------------------------- | ------------------------------------------------------------------------------------ | -------- |
| Centro Stile Alfa Romeo                                                                                | Alfa Romeo Giulia                                         | FCA Italy                                                                            |          |
| Logotel                                                                                                | Bolletta 2.0, E-Billing (servizio di bollette)            | Enel Energia                                                                         |          |
| Davide Fassi, Francesca Piredda, Pierluigi Salvadeo, Elena Perondi                                     | Campus - Incubazione e massa in scena di pratiche sociali | Politecnico di Milano                                                                |          |
| Ernesto Gismondi                                                                                       | Discovery Sospensione                                     | Artemide                                                                             |          |
| Studiocharlie                                                                                          | Eclipse (rubinetteria)                                    | Boffi                                                                                |          |
| Office for Metropolitan Architecture (Rem Koolhaas)                                                    | Fondazione Prada                                          | Fondazione Prada                                                                     |          |
| Alberto Bassi                                                                                          | Food Design in Italia                                     | Mondadori Electa                                                                     |          |
| Ico Migliore e Mara Servetto – Migliore + Servetto Architects                                          | Leonardiana, un museo nuovo                               | Consorzio AST - Agenzia per lo Sviluppo Territoriale di Vigevano e Città di Vigevano |          |
| Leonardo Sonnoli, Alberto Giordano (curatore), Nicola Colucci (foto), Tassinari/Vetta (graphic design) | Matera Cityscape – La Città Nascosta / The Hidden Town    | Casa Editrice Libria                                                                 |          |
| Fabrizio Crisà                                                                                         | Nikolatesla                                               | Elica                                                                                |          |
| Alberto Meda                                                                                           | Origami (radiatore)                                       | Tubes Radiatori                                                                      |          |
| Alberto Torsello                                                                                       | OS2 75                                                    | Secco Sistemi                                                                        |          |
| Ilaria Jahier, Igor Zilioli, Sergio Fiorani, Gian-Luca Angiolini, ArtU’ Design Studio                  | OSA (caldaia a condensazione d'arredo ultrapiatta)        | Unical AG S.p.A.                                                                     |          |
| Ifi | Popapp (gelatiera)                                        | Ifi                                                                                  |          |
| Technogym Design Center                                                                                | Skillmill                                                 | Technogym                                                                            |          |
| Vibram                                                                                                 | Vibram Furoshiki The Wrapping Sole (calzatura)            | Vibram                                                                               |          |

## Premi alla carriera
- Giovanni Anzani, Alberto Spinelli, Aldo Spinelli
- Angelo Cortesi
- Donato D’Urbino, Paolo Lomazzi
- Ernesto Gismondi
- Adolfo Guzzini
- Giovanna Mazzocchi
- Giuliano Molineri
- Nanni Strada

## Premi internazionali
- Chris Bangle
- Zeev Aram
- Milton Glaser

## Targa giovani
- Jari Lunghi, CARONTE, Università degli Studi della Repubblica di San Marino
- Andrea Matteo Valensin, DISSALATORE DI EMERGENZA, Politecnico di Milano – Scuola del Design
- Ludovica Zengiaro, ROCKY, Politecnico di Milano – Scuola del Design